# ایرینا ماکوگونووا
ایرینا ماکوگونووا (روسی: Ири́на Петро́вна Макого́нова؛ زادهٔ ۱۲ نوامبر ۱۹۵۹) بازیکن والیبال اهل اتحاد جماهیر شوروی سوسیالیستی بود.